# Guatemala
Guatemala, officieel de Republiek Guatemala (Spaans: República de Guatemala), is een land in Centraal-Amerika, grenzend aan Mexico, Belize, Honduras en El Salvador. Guatemala heeft een uitermate gevarieerd landschap. In het midden en noordwesten van het land bevindt zich een hoogvlakte met berg- en vulkaantoppen tot boven 4000 meter hoogte. In departement Petén bevinden zich de beroemde Mayaruïnes van Tikal. De zuidelijke kuststreek en het westen van Guatemala zijn relatief vlak en worden intensief gebruikt voor het verbouwen van suikerriet, fruitteelt en veeteelt. De hoofdstad is Guatemala-Stad, dat gelegen is in het departement Guatemala.

## Geschiedenis
Van de vierde tot de elfde eeuw was Guatemala het kerngebied van de Mayabeschaving. In 1523 werd door de Spanjaarden onder leiding van Pedro de Alvarado aan de verovering van het gebied begonnen. Rond 1550 was dat grotendeels voltooid, maar het zou nog tot 1697 duren eer de laatste Mayastaat, Tayasal, viel. Guatemala werd ingedeeld bij het onderkoninkrijk Nieuw-Spanje, waarvan het een kapiteinsgeneraliteit vormde die heel Centraal-Amerika omvatte. Het bestuurlijk centrum is meerdere keren verplaatst. De tweede keer is het naar Antigua Guatemala overgebracht (in het jaar 1543) en de vierde keer naar het huidige Guatemala Stad (in het jaar 1776).
In 1821 werd het als deel van het Mexicaanse Keizerrijk onafhankelijk van Spanje, en twee jaar later scheidde het zich met een aantal andere Centraal-Amerikaanse landen af als de Verenigde Staten van Centraal-Amerika. Die federatie hield op te bestaan in 1840, waarna Guatemala een onafhankelijke republiek werd. Aanvankelijk had Guatemala overwegend conservatieve regeringen. Met het aantreden van de 'liberale' regering van Justo Rufino Barrios in 1871 bloeide de economie op, vooral door de export van koffie; voor de inheemse boerenbevolking betekende zijn regime echter uitbuiting en rechteloosheid. In 1885 kwam een einde aan Barrios' regering toen hij sneuvelde op veldtocht in El Salvador, dat hij had aangevallen in de hoop de Centraal-Amerikaanse eenheid te herstellen.
Rond de eeuwwisseling werd het land onder Estrada Cabrera verder geopend voor buitenlands kapitaal en werden grote concessies verleend aan de Amerikaanse United Fruit Company (UFC). In 1931 vestigde Jorge Ubico zijn dictatuur, die zich vooral kenmerkte door militarisering van de samenleving en een verdere machtsuitbreiding van de UFC. De indiaanse bevolking bleef overwegend een uitgebuite onderklasse. Toen Ubico steeds autoritairder begon op te treden, werd hij na een onbloedige volksopstand in 1944 afgezet, hetgeen een korte periode van democratie en voorspoed inleidde, de 'tien jaren lente'. In 1945 trad namelijk de hervormer Juan José Arévalo aan, in 1951 opgevolgd door de sociaaldemocraat Jacobo Arbenz Guzmán. Deze startte landhervormingen, tot woede van het leger, de UFC en de Verenigde Staten, die met behulp van hun CIA zijn regering in 1954 omver wierpen.
Deze staatsgreep vormde het begin van een schier eindeloze reeks van militaire dictators, terwijl, vanaf begin jaren '60, een links-geïnspireerde guerrilla zich begon te roeren. Vanaf de jaren zeventig ontaardde het geweld tot een bloedige burgeroorlog (eufemistisch het 'gewapende binnenlandse conflict' geheten), waarvan – buiten de steden althans – vooral de indiaanse bevolking het slachtoffer werd: de Guatemalteekse Genocide. Voor de Amerikaanse president Jimmy Carter reden om de militaire hulp te staken. Israël (dat al vanaf 1974 wapens leverde aan Guatemala, zoals Galilgeweren en Uzi-machinegeweren) werd bereid gevonden om in dit gat te springen. Ronald Reagan wilde weer wapens leveren, maar het Congres bleef bij het verbod.
Het geweld culmineerde in de dictatuur van de evangelikaal Efraín Ríos Montt (1982–1983), tijdens wiens regime het leger op grote schaal massamoorden op de Mayaanse boerenbevolking organiseerde (Guatemalteekse Genocide). Hij zou in 2013 in eigen land veroordeeld worden voor genocide, maar dat vonnis werd al snel vernietigd vanwege "vormfouten".
De democratie werd, althans formeel, in 1986 hersteld met het aantreden van burgerpresident Vinicio Cerezo. Ook de volgende presidenten zouden, met één uitzondering, allen burger zijn, allen van centrumrechtse en rechts-populistische signatuur.
In 1996 kwam er, onder Álvaro Arzú, met de ondertekening van de "vredesakkoorden" een eind aan de burgeroorlog. Een kleine 250.000 mensen, vooral inheemsen (Maya's) waren om het leven gebracht.
In 2021 vierden de republieken Costa Rica, El Salvador, Guatemala, Honduras en Nicaragua gezamenlijk hun 200-jarige onafhankelijkheid (Bicentenario de Independencias).
Zowel in januari als in maart 2023 sloeg Volker Türk, Hoge Commissaris voor de Mensenrechten van de Verenigde Naties, alarm over de afbraak van de rechtsstaat in Guatamala. Rechters en openbare aanklagers die de corruptie en zijn straffeloosheid bestrijden worden geïntimideerd of zelf vervolgd. De politieke, economische en militaire elite houdt vast aan de macht en criminele organisaties en clandestiene milities zijn verweven geraakt met overheidsinstellingen.
In augustus 2023 werd Bernardo Arévalo gekozen tot nieuwe president van Guatemala. Hij, de zoon van de voormalige president Juan José Arévalo (r. 1945-1951), kreeg 58% van de uitgebrachte stemmen, veel meer dan verwacht. Arévalo lijkt zijn overwinning en populariteit vooral te danken te hebben aan zijn beloftes om armoede en corruptie te bestrijden. Op 15 januari 2024, een dag later dan gepland wegens tegenwerkingen door de oppositie en beschuldigingen van corruptie, nam Arévalo het presidentschap over van Alejandro Giammattei.

## Demografie

### Bevolking
In 2018 vormden de mestiezen ongeveer 56% van de totale bevolking, zij worden Ladino's genoemd. De Maya maken 44% uit en laatste 2% bestaat voor uit andere indigenas of 'inheemsen' – met een misleidende term ook wel 'Indianen' genoemd. De Mayavolkeren bestaan in Guatemala alleen al uit 23 verschillende groepen met elk hun eigen taal. Andere indianenvolken zijn de Xinka en de Garifuna.

### Taal
De officiële landstaal is het Spaans en ongeveer 70% van de bevolking spreekt dit. Een aanzienlijk deel van de bevolking spreekt Mayatalen, in totaal 21, waarvan het K'iche' (Quiché), Kaqchikel, Q'eqchi' (Kekchi) en Mam de belangrijkste zijn. In sommige andere delen wordt het Garifuna of het Xinca gesproken. In enkele, meestal afgelegen, delen van Guatemala is de Mayabevolking niet tweetalig. De naam Guatemala is afkomstig uit het Kaqchikel en betekent Land van veel bomen.

### Religie
De meerderheid van de bevolking is katholiek. Na 1871 werd de Katholieke Kerk vervolgd in Guatemala en werden haar bezittingen geconfisqueerd door het liberale, antiklerikale bewind van presidenten García Granados (1871–1873) en Rufino Barrios (1873–1885). In de Grondwet van 1956 werd de vrijheid van godsdienst vastgelegd, evenals het recht van kerken op grondbezit; ook godsdienstonderwijs op de scholen is sinds 1958 weer toegestaan.
Het protestantisme is de laatste decennia sterk in opkomst. In 2019 was bijna 39% van de Guatemalteken protestant en zijn daarmee nog net iets kleiner dan de katholieken (41,8%).
Ongeveer 5% van de bevolking volgt nog de rituelen van de oorspronkelijke indiaanse religie, hoewel de Maya's het katholicisme wel sterk vermengen met hun oorspronkelijke gebruiken.

## Bestuurlijke indeling
Guatemala is onderverdeeld in 22 departementen:

Alta Verapaz — Baja Verapaz — Chimaltenango — Chiquimula — El Progreso — Escuintla — Guatemala — Huehuetenango — Izabal — Jalapa — Jutiapa — Petén — Quetzaltenango — Quiché — Retalhuleu — Sacatepéquez — San Marcos — Santa Rosa — Sololá — Suchitepéquez — Totonicapán — Zacapa

## Geografie

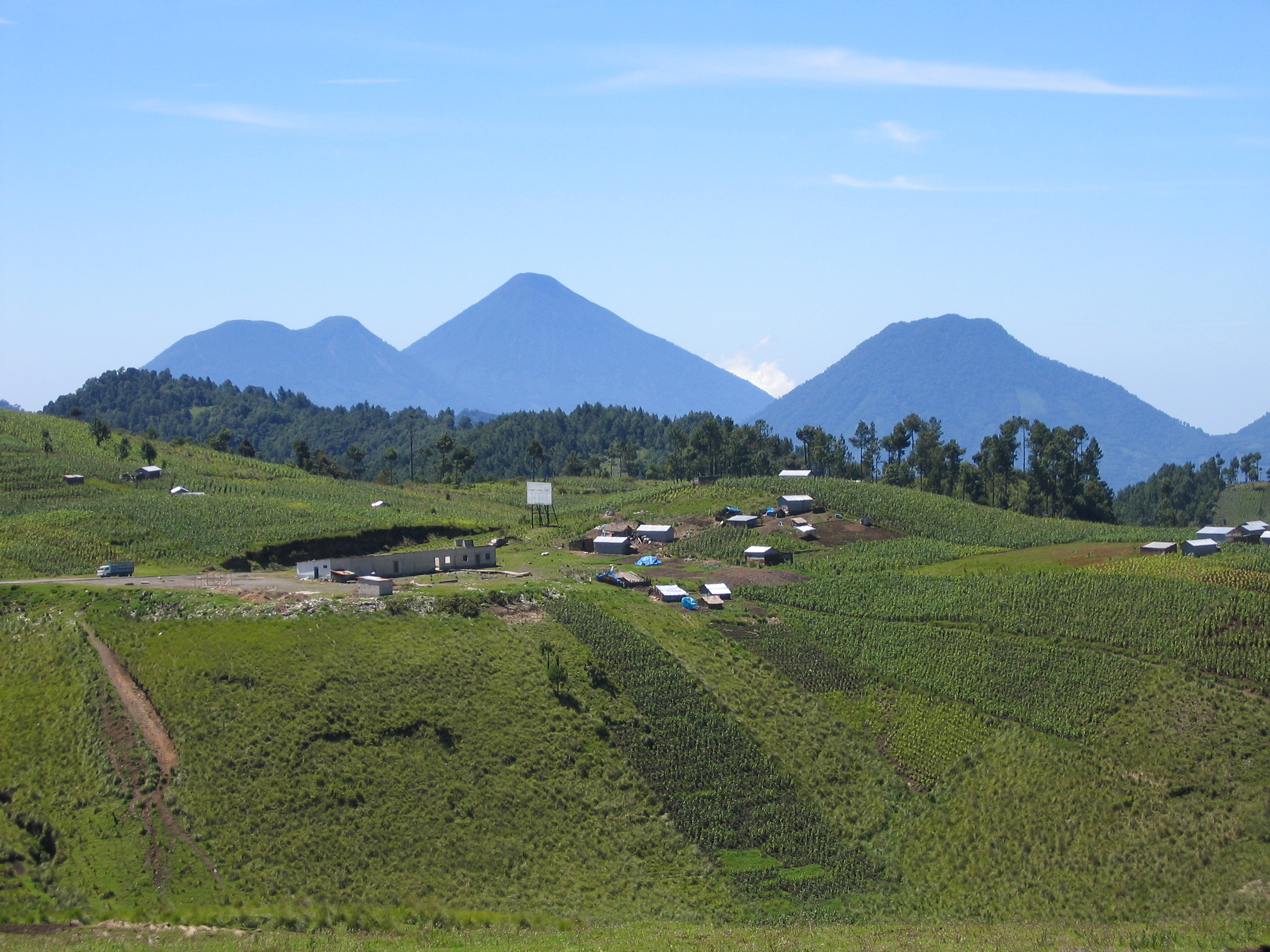
Hooglanden van Guatemala

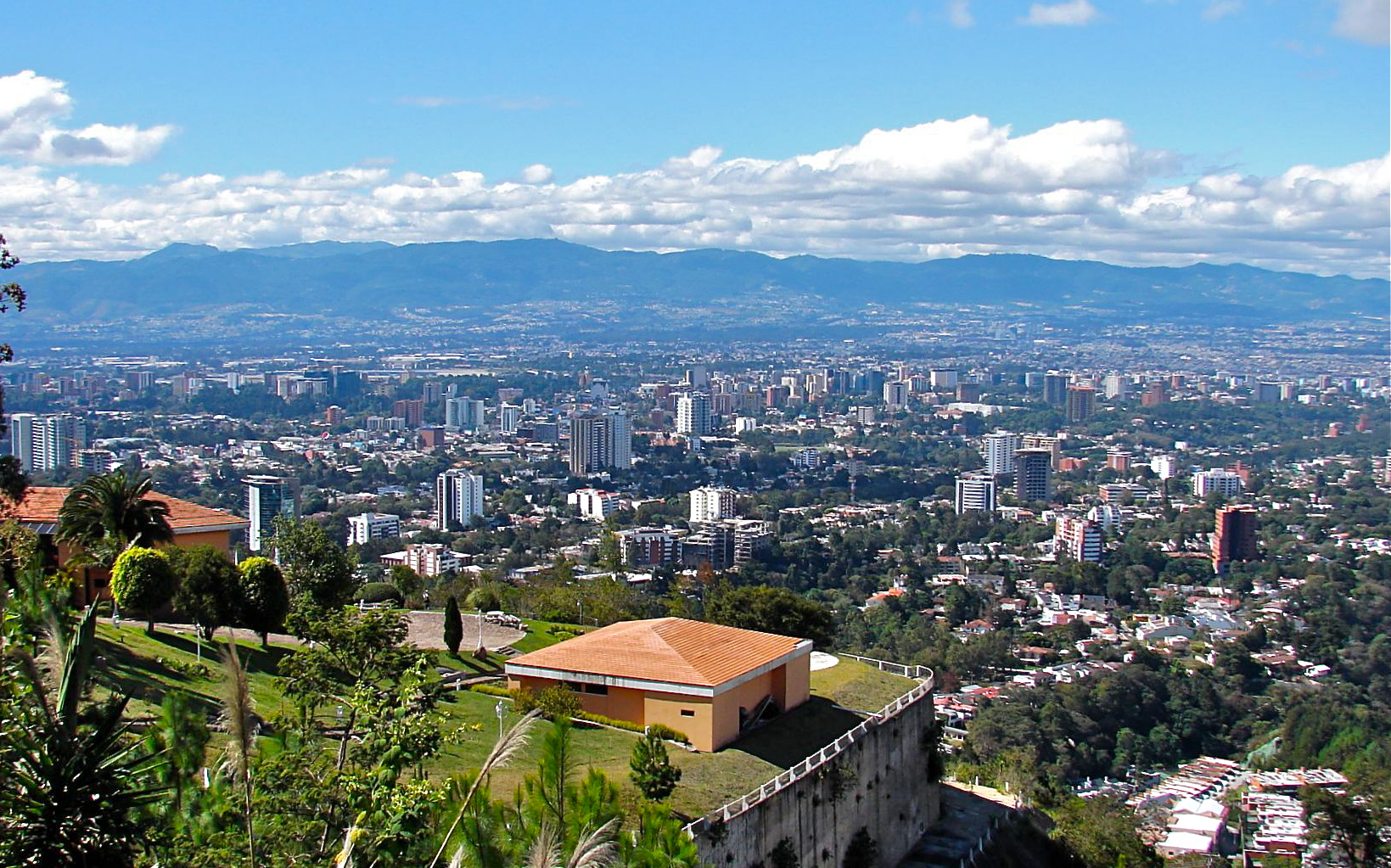
Guatemala-Stad

Guatemala ligt in Centraal-Amerika. In het zuiden grenst het aan de Grote Oceaan en in het noorden aan de Golf van Honduras. De totale kustlijn is zo'n 400 kilometer lang. De grens met Belize is 266 kilometer (km) lang, met El Salvador 199 km, met Honduras 244 km en tot slot met Mexico 958 km. 
Het land is bergachtig, op de kustgebieden na. De noordelijke regio El Petén is een kalksteenplateau. Het grootste meer van het land is het Izabalmeer, dat in verbinding staat met de Golf van Honduras. Aan de andere kant van het land ligt het Meer van Atitlán, een door vulkanen omringd meer (caldera). 

### Klimaat
Het klimaat van Guatemala kent een nat seizoen (mei–oktober) en een droog seizoen (november–april). Alhoewel Guatemala in de tropische klimaatzone ligt en overwegend warm en zonnig weer kent, kunnen de plaatselijke weersomstandigheden hiervan flink afwijken, met name door de grote hoogteverschillen.
In Quetzaltenango (2200 meter hoogte) is nachtvorst niet ongebruikelijk in de maanden oktober tot december, terwijl enkele tientallen kilometers naar het zuiden de temperatuur zelden onder 15 graden Celsius komt.
Doordat Guatemala vrij ver westelijk ligt ten opzichte van het Caraïbisch gebied, komen orkanen er nauwelijks voor. Toch hebben in 1998 orkaan Mitch en in 2005 orkaan Stan wel aanzienlijke schade en vele slachtoffers veroorzaakt.

### Steden
Met ongeveer een miljoen (2,8 miljoen inclusief de Área Metropolitana de Guatemala) inwoners is Guatemala-Stad de grootste stad van het land. De zeven andere steden van die AMG zijn: Amatitlán, Chinautla, Mixco, Petapa, Santa Catarina Pinula, Villa Canales en Villa Nueva.
Andere grote steden zijn: Chichicastenango, Cobán, Escuintla, Jalapa, Jutiapa, Quetzaltenango, San Juan Sacatepéquez, San Pedro Carchá en Santa Cruz Barillas. Toeristische steden zijn Antigua Guatemala en Quetzaltenango.

## Politiek
Guatemala is een republiek en een democratie. De huidige grondwet dateert uit 1985. Het land heeft een eenkamerstelsel, het parlement is het Congres van de Republiek bestaande uit 158 zetels. Om de vier jaar zijn er verkiezingen. Aan het hoofd van het land staat de president van Guatemala, die zowel staatshoofd als regeringsleider is. De huidige president is Bernardo Arévalo, die in januari 2024 de opvolger werd van Alejandro Giammattei. De president vormt het kabinet en mag ministers benoemen en ontslaan. Politieke instabiliteit is een probleem, sinds het terugkeren van de burgerregering in de jaren tachtig heeft geen enkele politieke partij twee achtereenvolgende verkiezingen gewonnen.
In het land komen nog wel mensenrechtenschendingen voor en is er veel corruptie. Veel mensenrechtenschenders uit de verschillende militaire dictaturen die het land heeft gekend lopen nog op vrije voeten. Ook geweld tegen vrouwen komt veel voor. De Internationale Arbeidsorganisatie (ILO) zette het land tussen 1991 en 2012 al 15 keer op de lijst van de Commissie voor de Toepassing van de Normen, wegens grove schendingen van de arbeids- en mensenrechten. In 2022 stond het land op plaats 150, van de 180 landen die beoordeeld zijn op de corruptieperceptie-index van Transparency International.
Op de Index van Menselijke Ontwikkeling scoort Guatemala op Honduras en Haïti na het laagst van het Amerikaanse continent (0,627 in het 2022-rapport) en de misdaadcijfers zijn alleen in El Salvador hoger.
Guatemala is lid van onder andere de Organisatie van Amerikaanse Staten en de Verenigde Naties.

## Economie

Exportprofiel Guatemala (2019)

In 2020 was het bruto binnenlands product (bbp) van Guatemala US$ 77,6 miljard, dat is US$ 4600 per hoofd van de bevolking. De economie heeft de afgelopen twee decennia een gestage groei doorgemaakt, de inflatie was onder controle en het verschil in overheidsinkomsten en – uitgaven beperkt waardoor het land een relatief lage schuldenlast heeft. De belastinginkomsten zijn echter laag, zo’n 11 à 12% van het bbp, waardoor het land ook onvoldoende investeert in verbeteringen van bijvoorbeeld de infrastructuur, maar ook sociale voorzieningen en scholing. In 2019 leefde naar schatting nog 46% van de bevolking in armoede. Vooral op het platteland is de armoede groot, in de landbouw vinden veel mensen werk, maar de bijdrage aan het bbp is nog geen 10%.
Op de handelsbalans heeft het land een groot tekort. De invoer is groter dan de uitvoer die nog voor een groot deel uit agrarische producten en textiel bestaat. De vier belangrijkste exportproducten waren bananen, koffie, suiker en palmolie in 2021. Naar de Verenigde Staten gaat de meeste export gevolgd - op afstand - door de buurlanden. De import betreft vooral brandstoffen, voertuigen en medicijnen. De Verenigde Staten is wederom de belangrijkste handelspartner gevolgd door de Volksrepubliek China. Veel Guatemalteken werken in het buitenland en zij sturen grote sommen geld terug naar het land, in 2020 was dit zo’n US$ 11 miljard en dat was meer dan het tekort op de handelsbalans.